# Camarophyllopsis dennisiana
Camarophyllopsis dennisiana är en svampart som först beskrevs av Rolf Singer, och fick sitt nu gällande namn av Arnolds 1986. Camarophyllopsis dennisiana ingår i släktet Camarophyllopsis och familjen Hygrophoraceae.   Inga underarter finns listade i Catalogue of Life.